# Список керівників держав 58 року до нашої ери

## Європа
- Боспорське царство - Фарнак ІІ, цар (63 до н. е. - 47 до н. е.)
- Дакія - Буребіста, цар (82 до н. е. - 44 до н. е.)
- Ірландія - Конайре Великий, верховний король (110 до н. е. - 40 до н. е.)
- Римська республіка -
  - Луцій Кальпурній Пізон Цезонін, консул (58 до н. е.)
  - Авл Габіній, консул (58 до н. е.)

## Азія
- Анурадхапура - Чора Нага, цар (62 до н. е. - 50 до н. е.)
- Велика Вірменія - Тигран ІІ Великий, цар (95 до н. е. - 55 до н. е.)
- Мала Вірменія - Дейотар, цар (63 до н. е. - 47 до н. е.; 44 до н. е. - 42 до н. е.)
- Атропатена - Аріобарзан І, цар (65 до н. е. - 56 до н. е.)
- Іберія - Фарнаваз ІІ, цар (63 до н. е. - 30 до н. е.)
- Індо - грецьке царство -
  - Діонісій, цар (у східному Пенджабі) (65 до н. е. - 55 до н. е.)
  - Гіпострат, цар ( у західному Педжабі) (65 до н. е. - 55 до н. е.)

- Індо - скіфське царство - Вонон, цар (75 до н. е. - 57 до н. е.)

- Юдея - Йоханан Гіркан ІІ, цар (63 до н. е. - 40 до н. е.)

- Каппадокія - Аріобарзан II Філопатор, цар (63 до н. е.; 62 до н. е. - 51 до н. е.)
- Китай (династія Хань) - Лю Бін'і, імператор (74 до н. е. - 49 до н е.)
- Коммагена - Антіох І, цар (70 до н. е.; 69 до н. е. - 40 до н. е.)
- Махан - 
  - Янг, вождь (73 до н. е. - 58 до н. е.)
  - Вон, вождь (58 до н. е. - 33 до н. е.)

- Пуйо - Комуси, тхандже (60 до н. е. - 58 до н. е.)
- Маґадга (династія Кадва) Бхумімітра, цар (66 до н. е. - 52 до н. е.)
- Набатейське царство - Маліку І, цар (60 до н. е.; 59 до н. е. - 30 до н. е.)
- Осроена - Абгар II, цар (68 до н. е. - 53 до н. е.)

- Парфія - Фраат III, цар (70 до н. е. - 57 до н. е.)
- Понт - Фарнак II, цар (63 до н. е. - 47 до н. е.)
- Царство Сатаваханів - Апілака, махараджа (60 до н. е. - 48 до н. е.)
- Харакена - Тірей ІІ, цар (79 до н. е.; 78 до н. е. - 49 до н. е.; 48 до н. е.)
- Хунну -
  - Воянь-Цюйди, шаньюй (60 до н. е. - 58 до н. е.)
  - Хуханьє, шаньюй (58 до н. е. - 31 до н. е.)

- Еліміаїда - Камнаскир V, цар (73 до н. е.; 72 до н. е. - 46 до н. е.)
- Японія - Судзін, імператор (97 до н. е. - 29 до н. е.)

## Африка
- Єгипет -
  - Птолемей XII, цар (80 до н. е. - 58 до н. е.; 55 до н. е. - 51 до н. е.)
  - Береніка IV, цариця (58 до н. е. - 55 до н. е.)

- Мавретанія - Мастанесоса, цар (80 до н. е. - 49 до н. е.)
- Куш - Аманіхабле, цар (60 до н. е. - 45 до н. е.)
- Нумідія - Юба І, цар (60 до н. е. - 46 до н. е.)